# 樂天廣場
樂天廣場于1991年8月1日開幕，地點位於吉隆坡市區的武吉免登地帶，是一座擁有6層樓的中型廣場。其綠色的外牆，使它成為武吉免登地帶最顯眼的地標之一。商場內有超過80間零售店，主要的消費對象是城中的中上階級。此地段原本為武吉免登大巴剎（Pasar Raya Bukit Bintang），在1988年被關閉拆除，而該巴剎則被搬遷至燕美路，成為燕美巴剎（該巴剎在2016年已被拆除，被搬遷至半山芭的富都綜合商業大廈（ICC Pudu））

## 內部設備

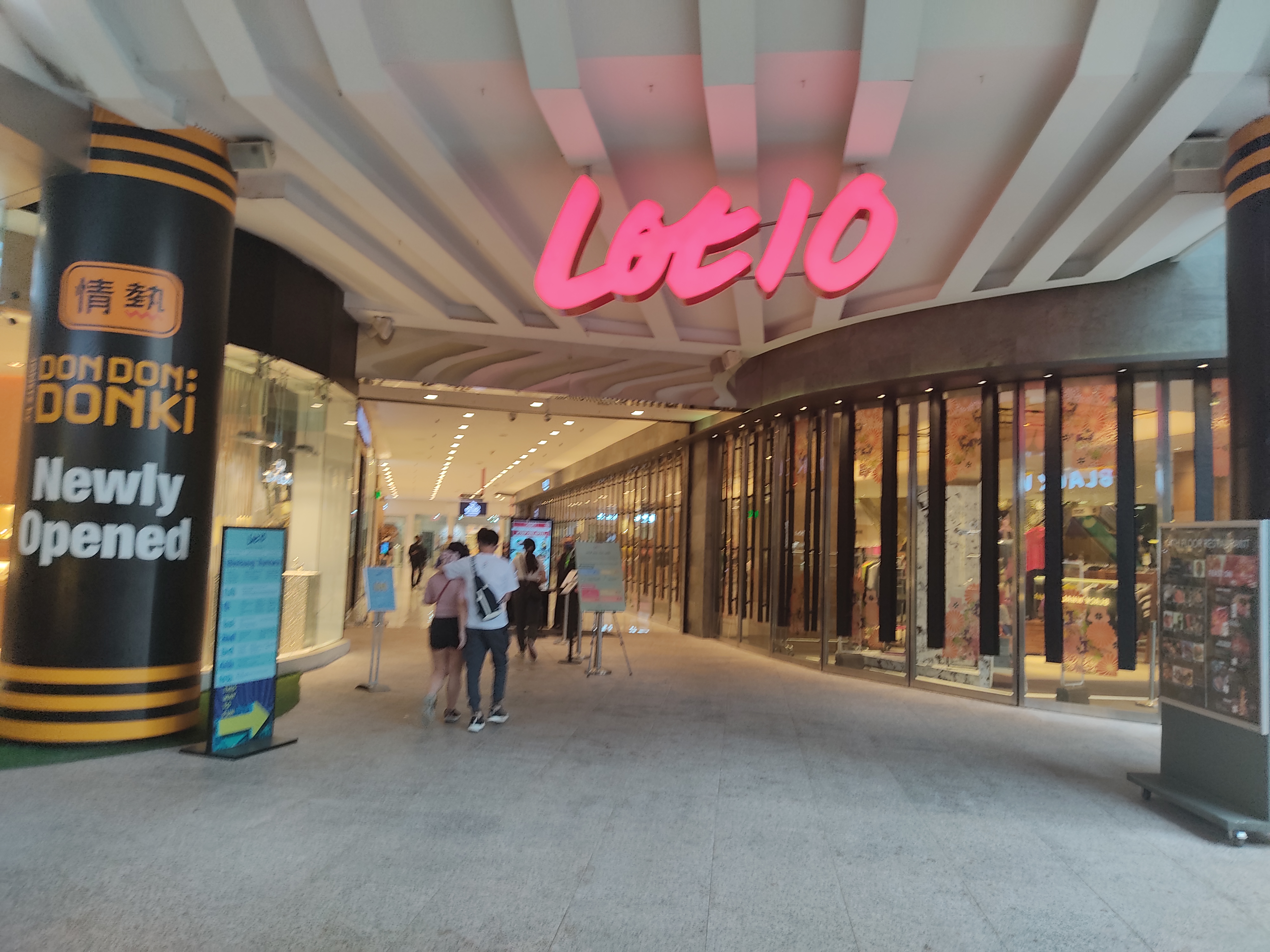
樂天廣場底层入口

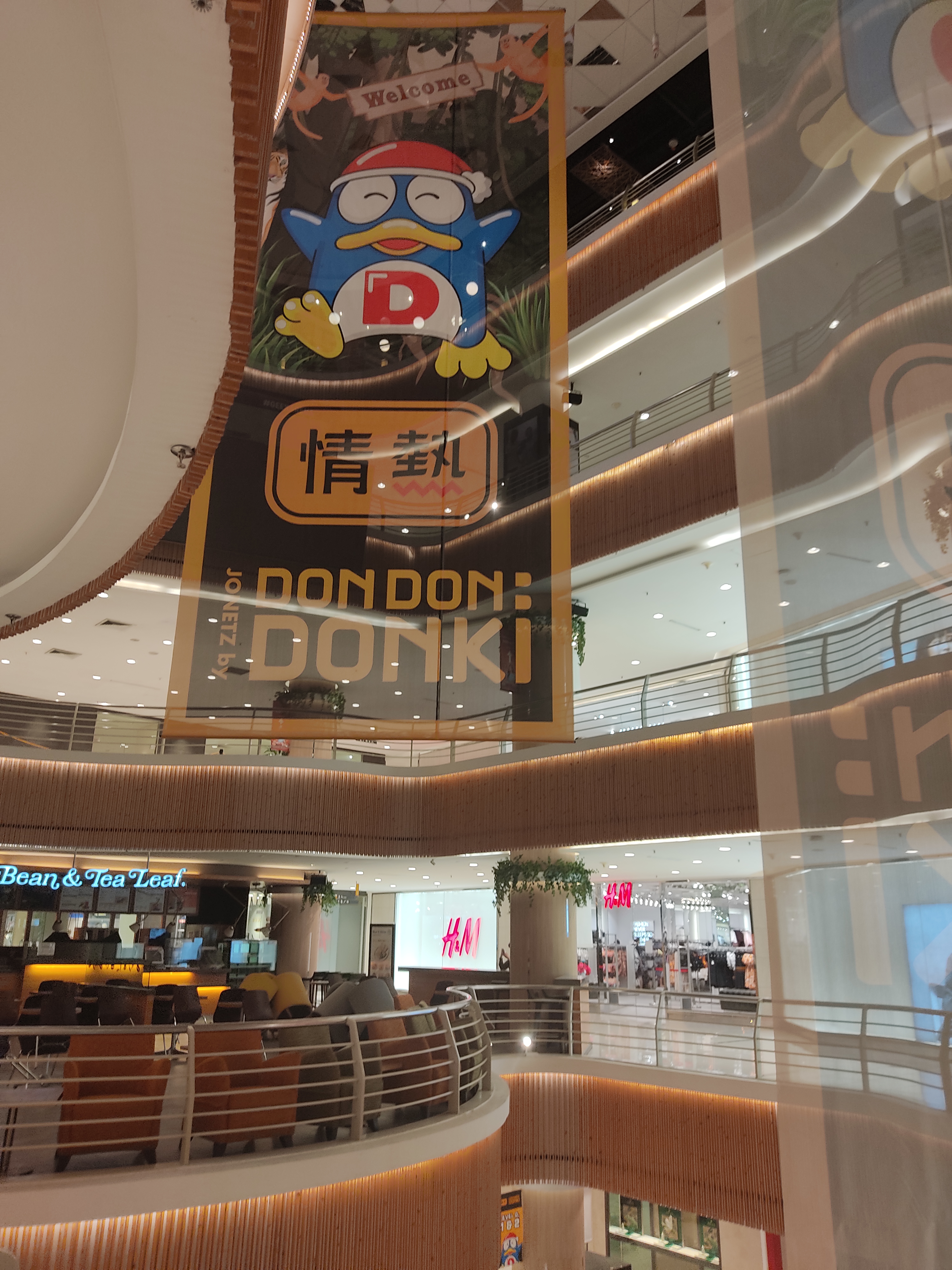
乐天广场中庭和唐吉訶德幕布

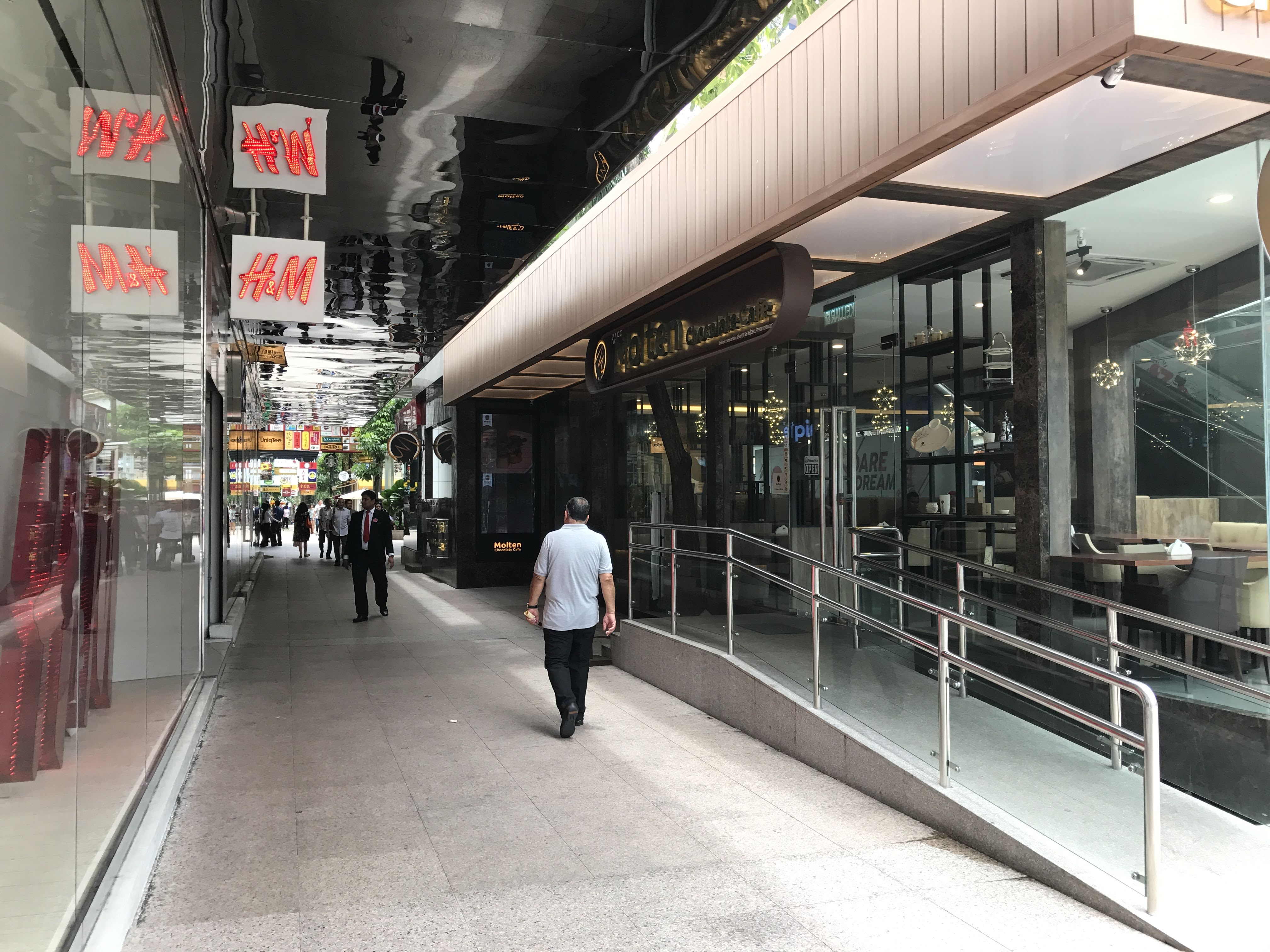
樂天廣場面向蘇丹依斯邁路之出口設有許多店家

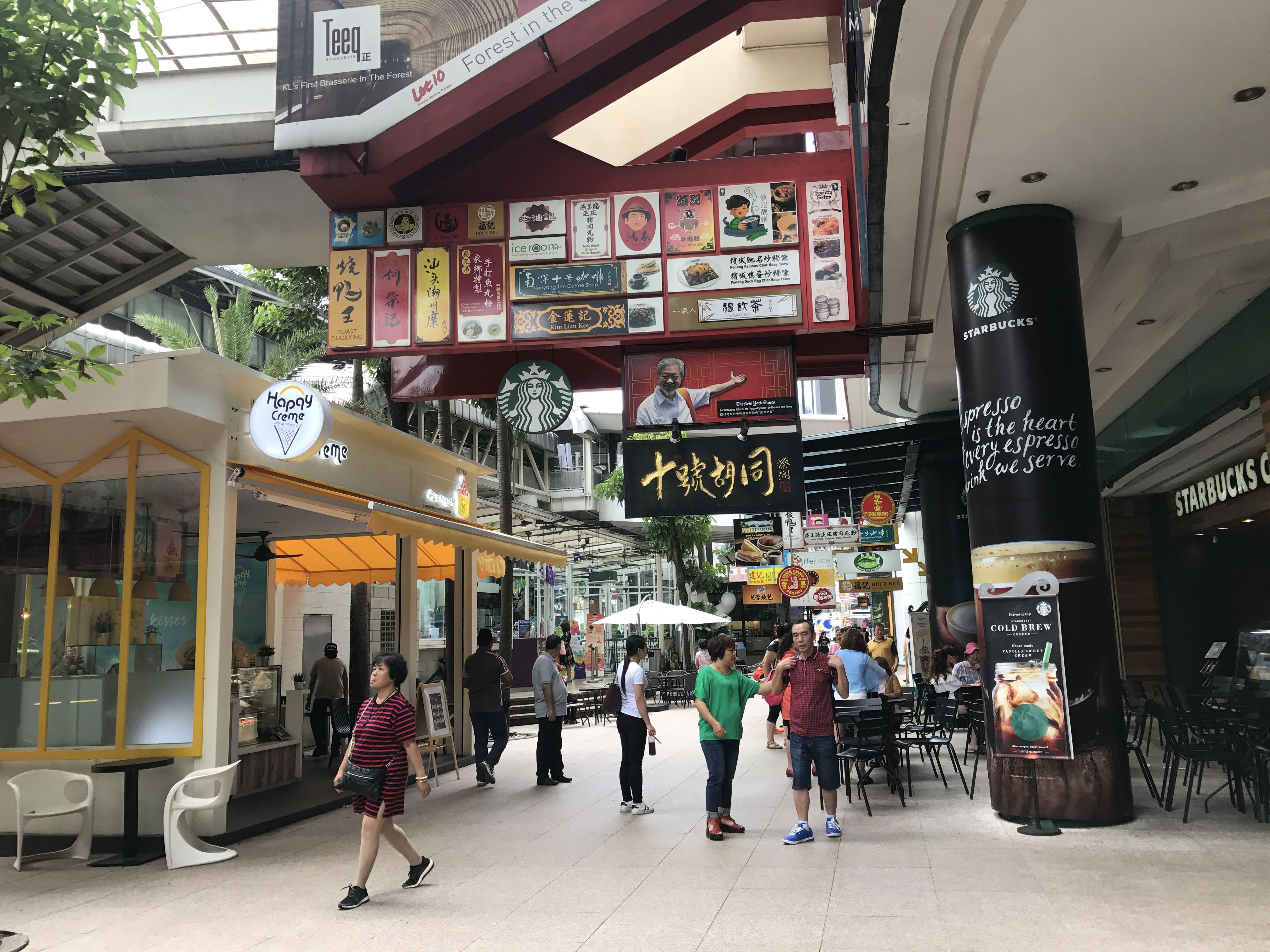
十號胡同之招牌

在樂天廣場內擁有許多的餐館，其美食廣場設在底樓。除了美食廣場之外，伊勢丹的超級市場和鞋裝部也在底樓。商場的頂樓，也有幾間著名的美容和纖體中心，商場也設置許多對外的店面，以活化星光大道之商業機能。

## 進駐商家
樂天廣場早期是以中上階級為對象的廣場，因此當時進駐在商場內的商家多以高端品牌為主，自1997年的亞洲金融風暴後，馬來西亞的消費市場受到極大創傷，因此許多國際知名品牌撤出該廣場。

### 十號胡同

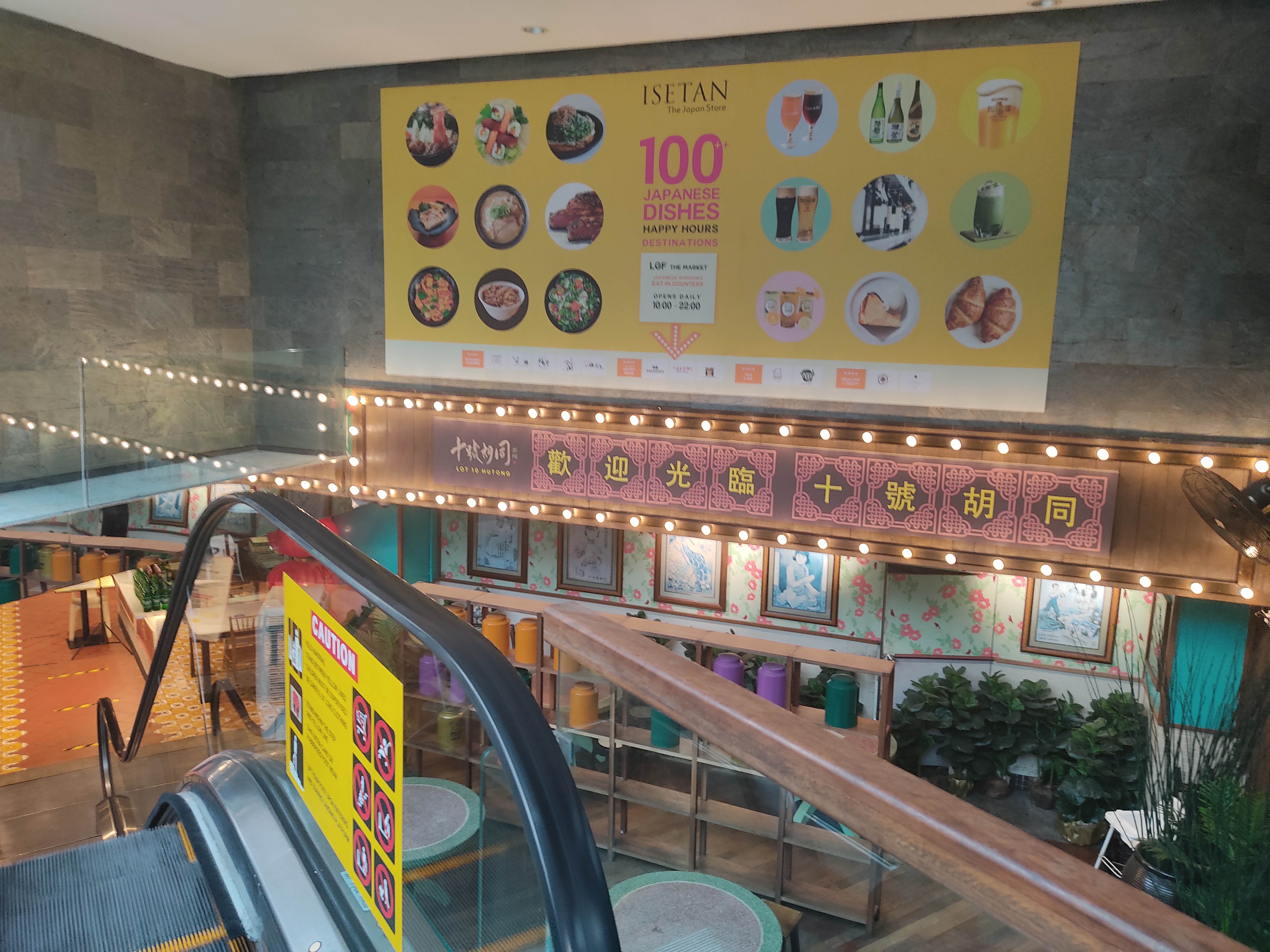
由苏丹依斯迈路大街手扶梯直达的十号胡同入口

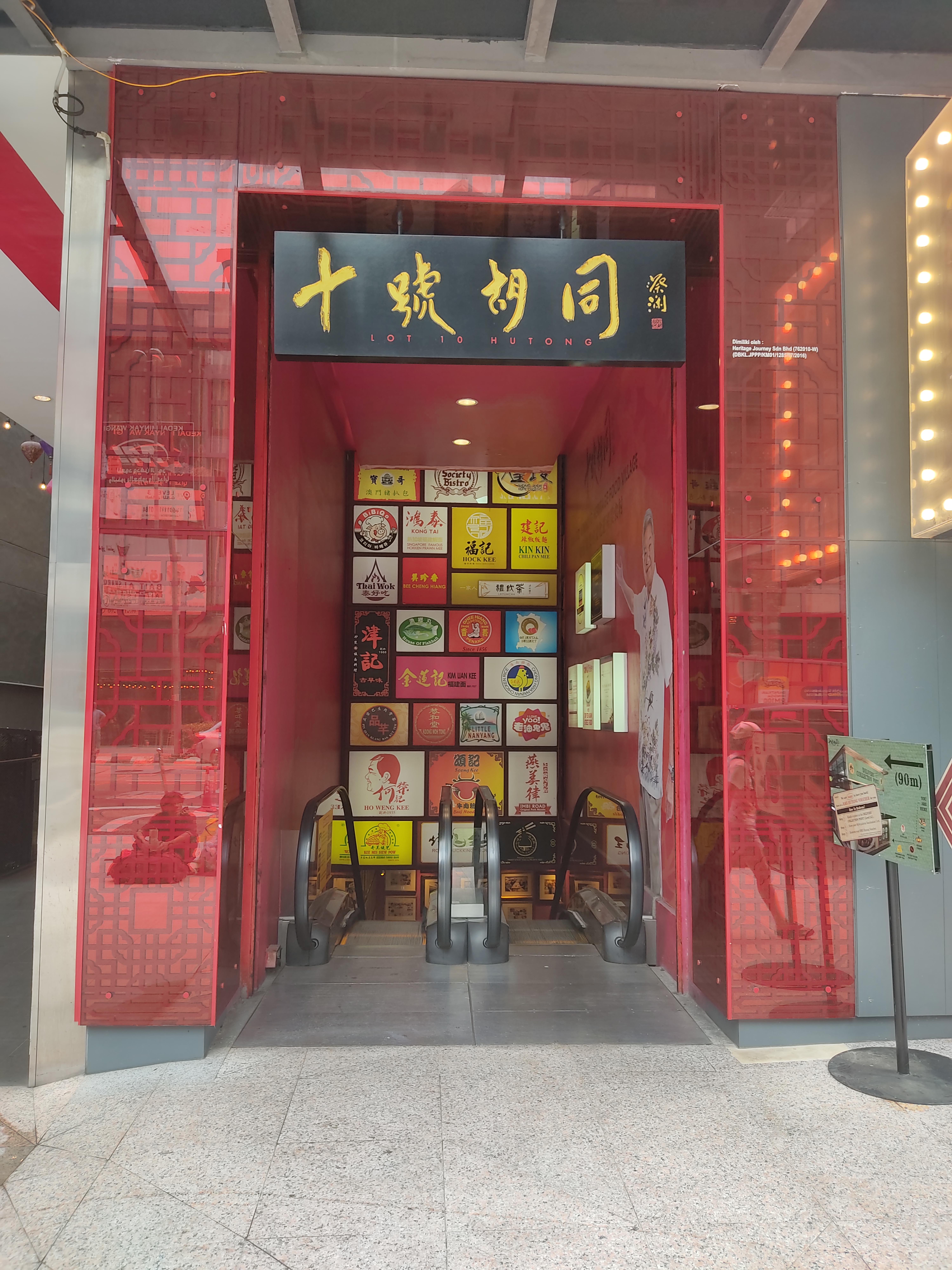
由武吉免登捷运站D口直达的十号胡同入口

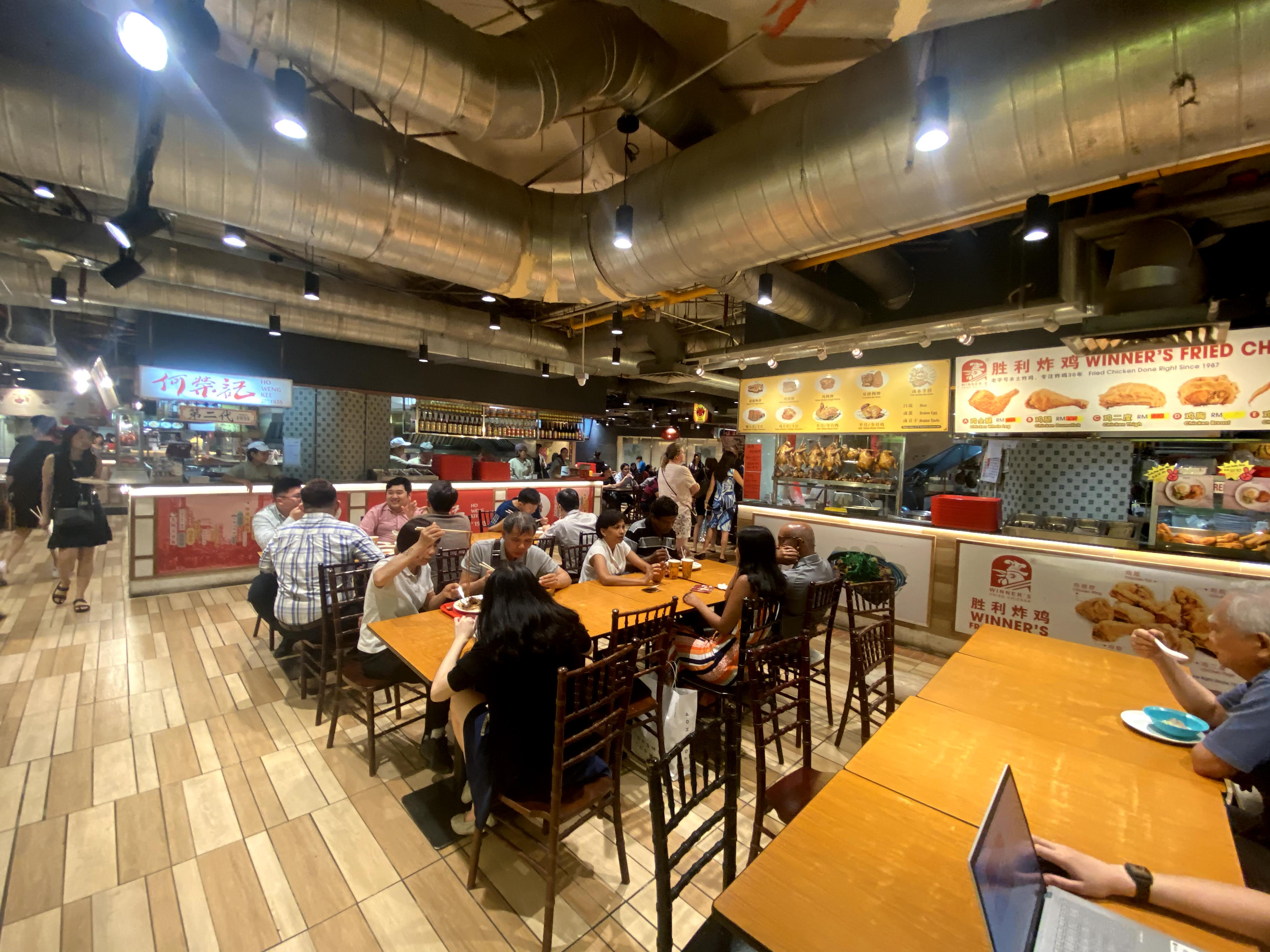
十號胡同

2009年開幕的十號胡同，是馬來西亞第一家將遍布馬來西亞各地，超過26間食肆，著名華人老字號美食餐館集合至一地的美食中心。十號胡同引入的餐飲業者包括福建炒麵的創始店家——金蓮記、吉隆坡最有名的牛肉麵——頌記牛肉麵等，引入的店家許多已經營超過80年，目前第二或第三代經營，多為來自茨廠街（Petaling Street）、半山芭、安邦（Ampang）、冼都（Sentul）等地的傳統當地華人美食店家，並請來著名香港美食家——蔡瀾代言及為品牌的商標題字。自開幕以來，匯聚各地傳統美食和美食中心特色的懷舊環境，帶來了許多的話題性，也使十號胡同成為樂天廣場人潮最多的角落，許多遊客慕名而來，也被馬來西亞觀光局列為吉隆坡主要的觀光景點。
十號胡同的成功經營，使得馬來西亞各地許多商場的美食中心也改變經營策略，從原本只招攬一般業者經營各式餐點，改變成引入國內著名食肆或國際著名餐飲業者，希望從引入業者的高知名度能吸引大量的顧客，這也造成美食中心出現品牌化的現象。以往商場的美食中心希望能招來馬來西亞各民族的顧客，因此美食中心販賣的美食都符合清真認證，加上業者沒有專心地經營，許多消費者對商場內的美食中心保持著不美味的態度。十號胡同的反傳統路線，以華人傳統美食為重點，大量使用豬油和豬肉是馬來西亞華人美食的特色，因此該美食中心並不符合清真認真，這也代表放棄穆斯林市場，但是卻帶來了極大的話題性，也帶來大量的人流。

### 伊勢丹

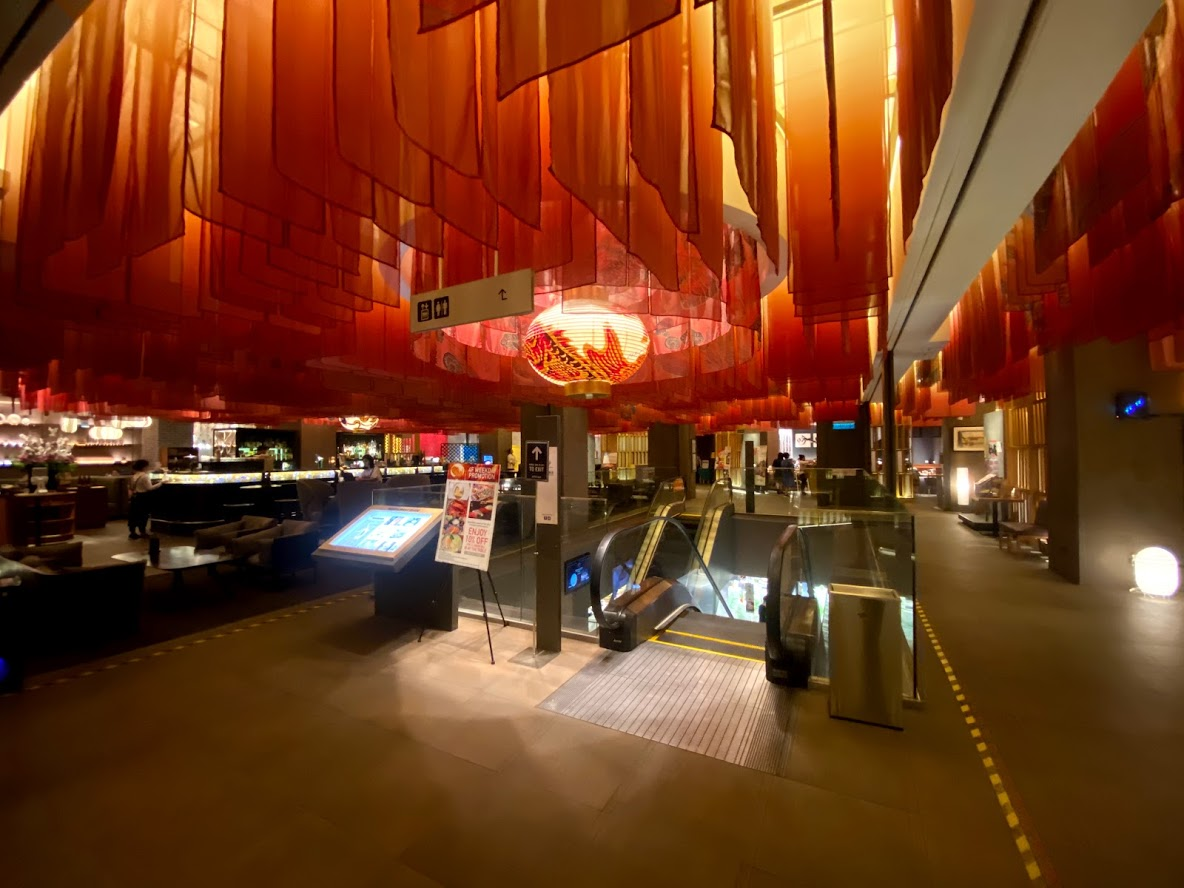
採用大量日本文化作為設計主題的伊勢丹樂天百貨店

伊勢丹商場內唯一進駐的百貨公司，也是其在馬來西亞的第1家分店，於1990年開幕，樓高6層，佔地11000平方尺。2016年10月27日，三越伊勢丹控股公司將此分店改裝為傳遞日本文化為核心的旗艦店，稱為“ISETAN The Japan Store KualaLumpur”，以來自日本的服飾品、食品及日本文化為此門市之主題，其內部裝潢大量採用日本文化。

### H&M

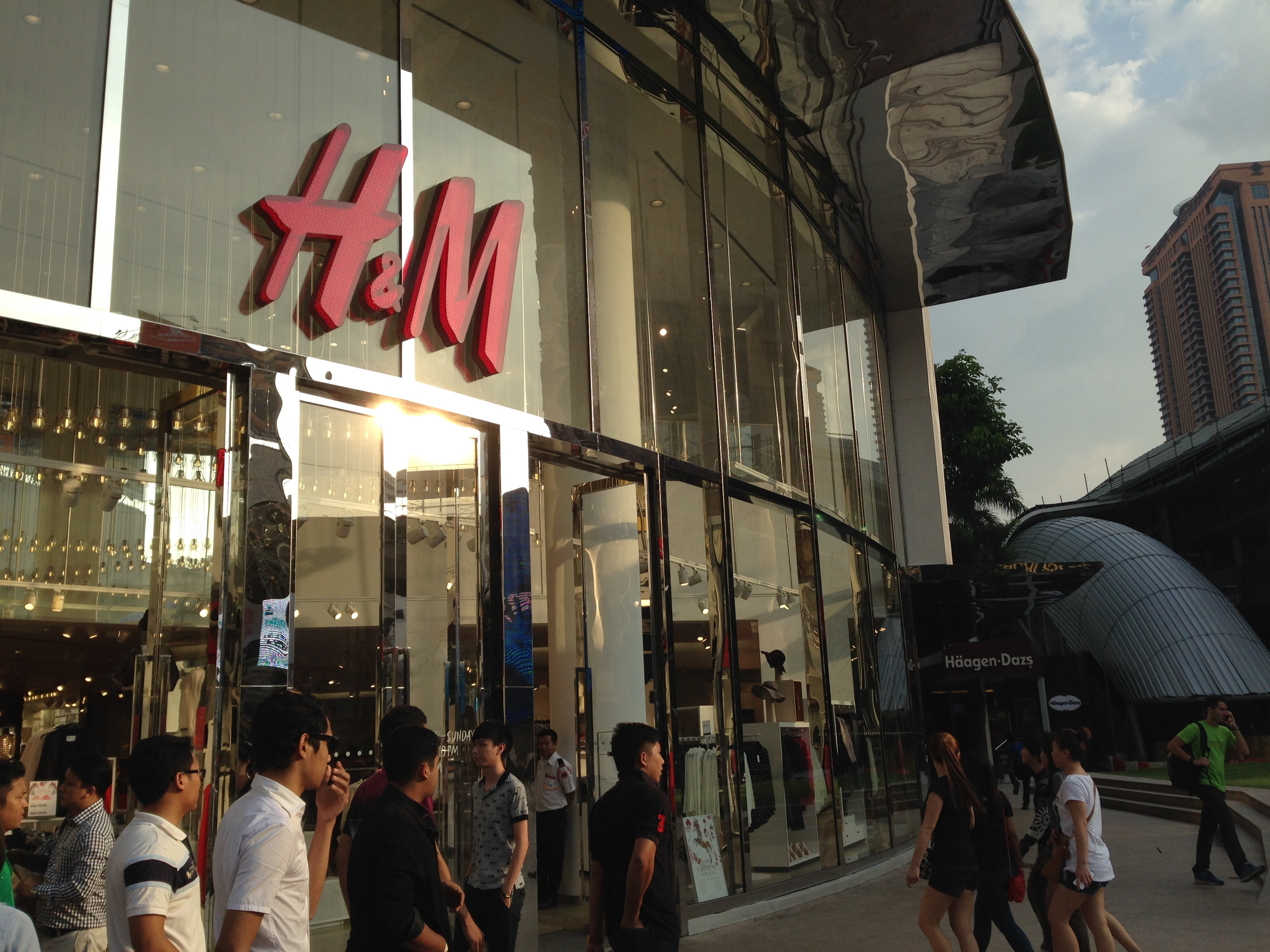
樂天廣場H&M的入口

2012年9月22日，馬來西亞第一間H&M於此開幕，也是其在東南亞最大面積的旗艦店，取代了原本在此進駐的英資德本汉姆（Debenhams）百貨。該旗艦店橫跨三層樓，佔地36,000平方尺，成為樂天廣場的第二大租戶，其外牆的白色帷幕也成為武吉免登的顯眼地標之一。因佔據了樂天廣場原本正門的位置，因此不少人會透過H&M進出商場範圍。

### Zara
為樂天廣場第一家進駐的快速時尚品牌，2013年，為因應隔壁H&M的開幕，該門市進行大規模的整修，將原本的2層樓拓展至3層，於2020年年初結束營業。

### J's Gate Dining
配合商場內伊勢丹百貨之改建，樂天廣場將4樓店面回收，引入日本餐飲業者，改造成為以日式料理為主題的美食街。

### Don Don Donki

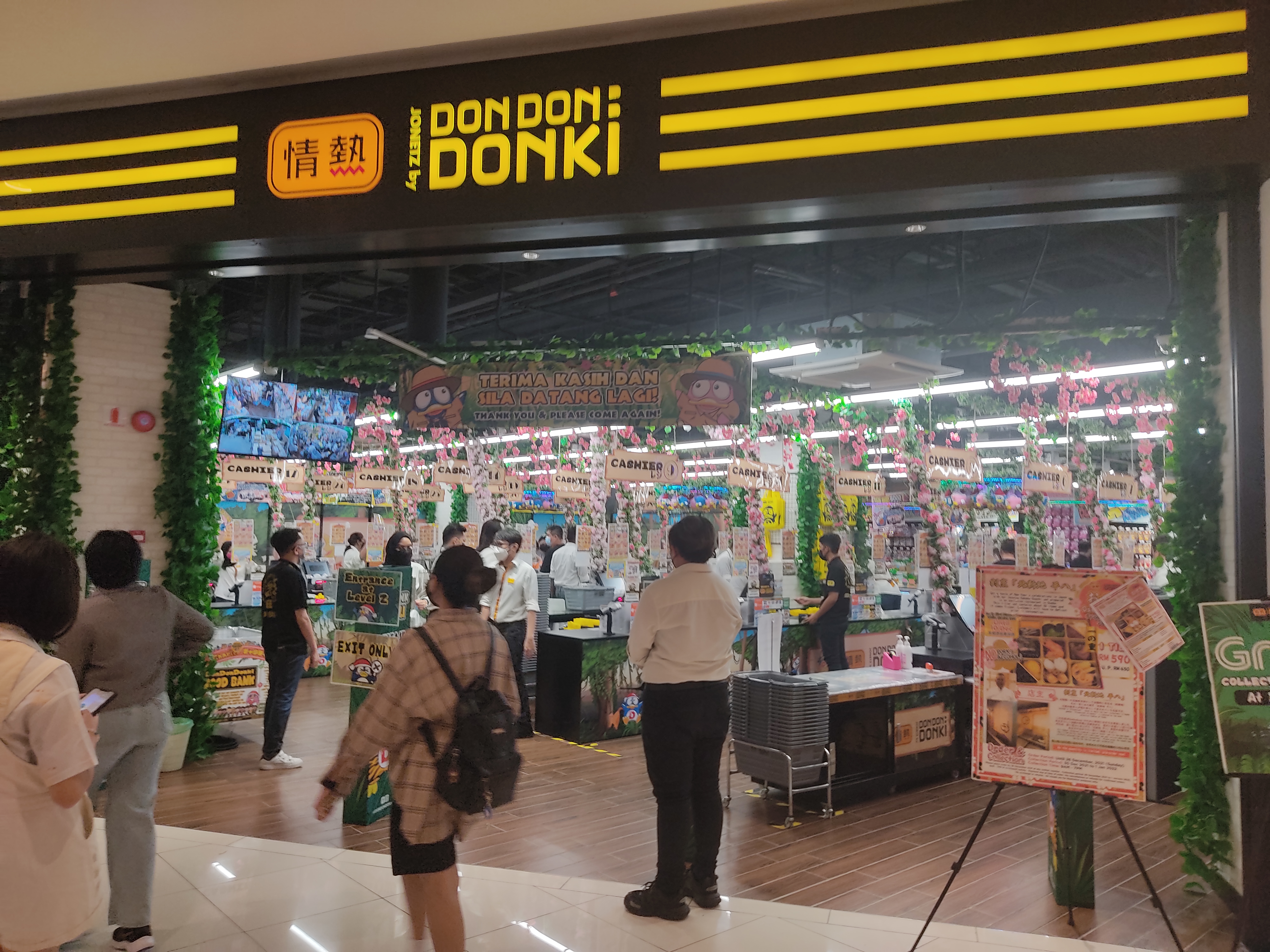
唐吉訶德乐天广场门店的出口，该商店共占3层楼

於2020年初，經營唐吉訶德連鎖折扣店的泛太平洋國際控股公司（PPIH），宣布於樂天廣場原Zara的位置開設其在馬來西亞的第一間門市，佔地2,181平方公尺，但受2019年新冠肺炎疫情影響，開幕日延宕至2021年3月19日，也是其在穆斯林世界的第一間門市。為因應馬來西亞的國情，該門市並無販售酒精飲料及成人情趣用品，含有豬肉成分的商品則在包裝上有特別標示。

## 交通

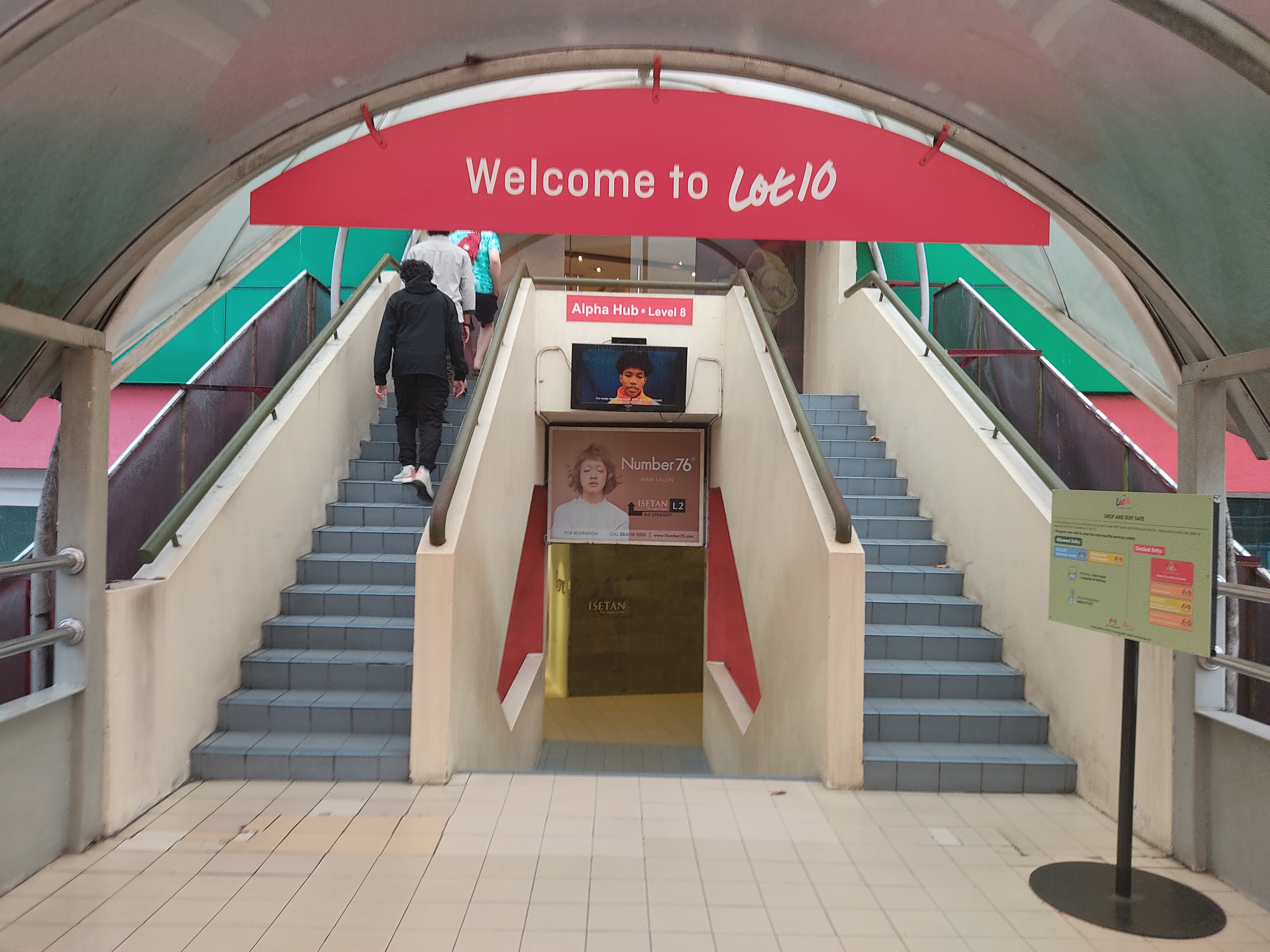
乐天广场二楼主入口（从单轨）

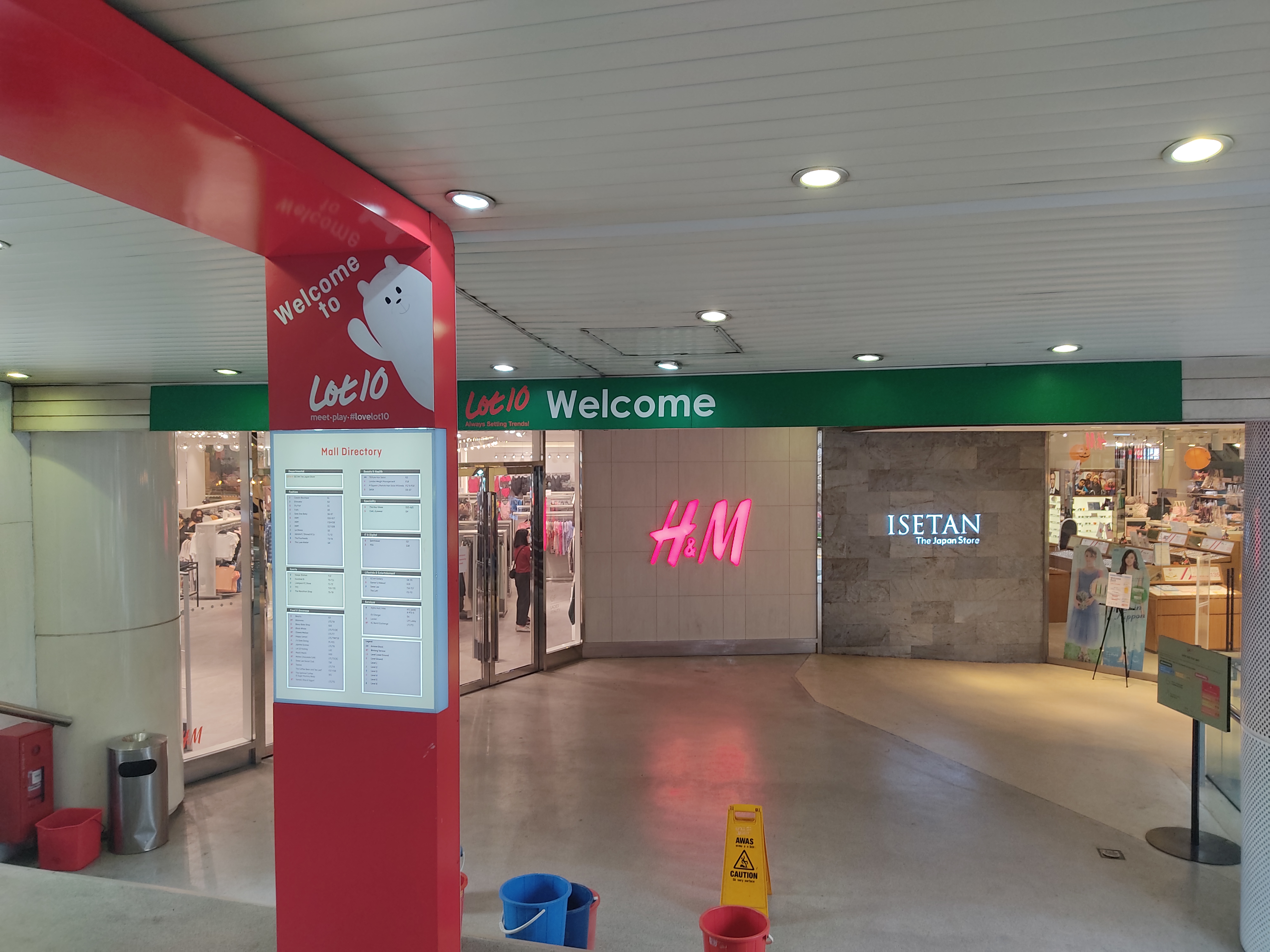
乐天广场南边入口（从单轨）

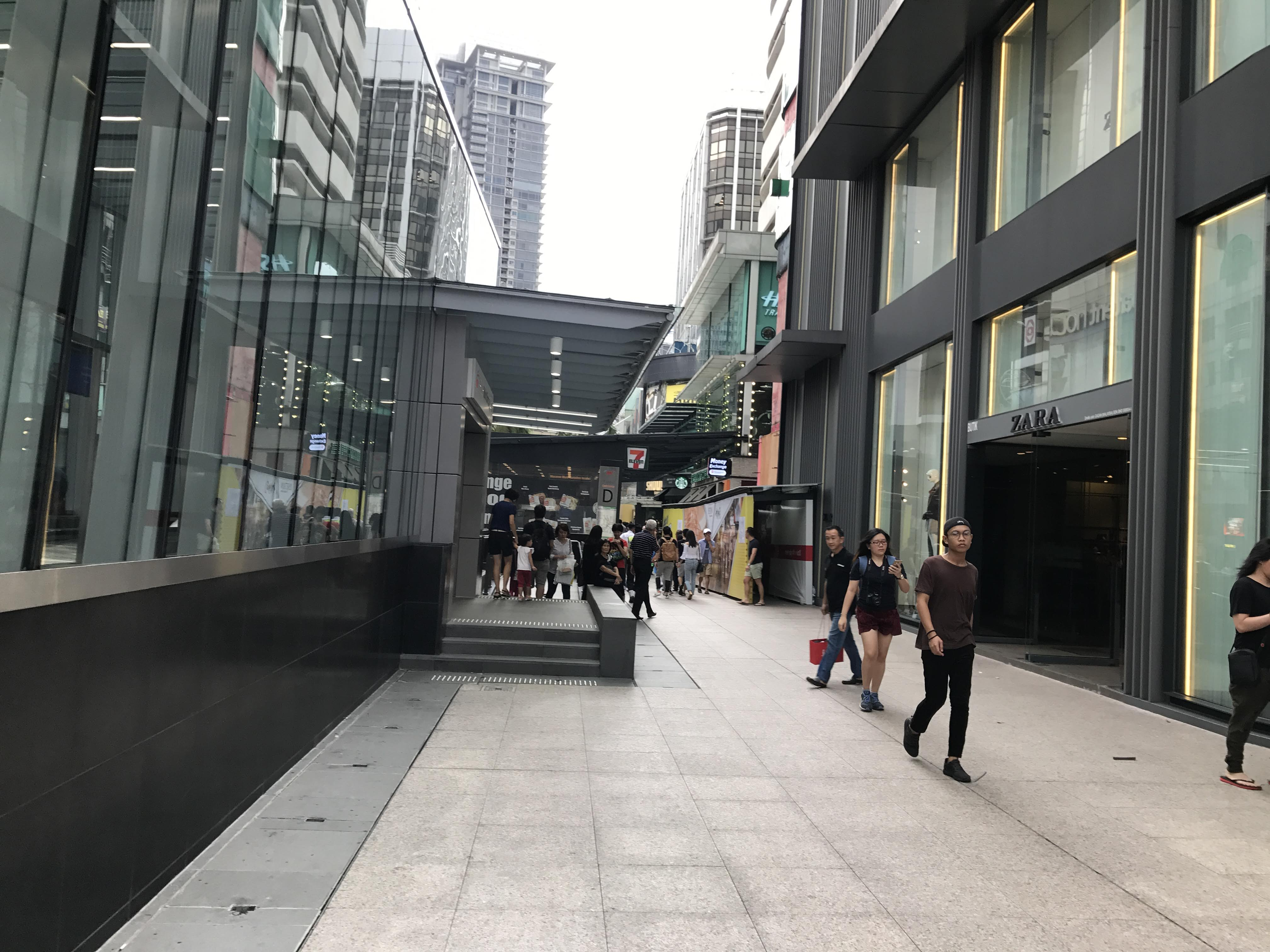
捷運加影線D出口與樂天廣場

從2樓和3樓有條天橋連接到吉隆坡单軌（KL Monorail）的武吉免登站（Station Bukit Bintang）、金河廣場（Sungei Wang Plaza）和武吉免登廣場（BB Plaza），加影線（MRT Kajang Line）D出口則位於樂天廣場外。